# Шпротте, Зигвард
Зигвард Шпротте (нем. Siegward Sprotte; 20 апреля 1913, Потсдам, Пруссия — 7 сентября 2004, Кампен) — немецкий художник, писатель и философ.

## Жизнь
Зигвард Шпротте, был сыном потсдамского почтальона Вальтера Шпротте и его жена Фридель, урожденная Хеннинг, окончил Realgymnasium в Потсдаме в 1931 г. После частных уроков фигуративного рисования с Адольфом Дале в августе и сентябре 1931 года он учился в Берлине в Прусской академии художеств (до 1938 года), среди прочих с Эмилем Орликом, Куртом Вельте и Максимилианом Клевером. Была тесная дружба с бранденбургским художником Карлом Хагемейстером (1848—1933).
Его картины вызывали значительный интерес с 1931 года; В 1937 году его отец вступил в НСДАП. Его картины были показаны на Большой германской художественной выставке в 1939, 1941 (также на обменной выставке), в 1942 г. и представлен в 1944 г. в общей сложности 10 работами. Его работы после 1945 г. были очень хорошо восприняты.
Дружба на всю жизнь связала его с садовником и селекционером Карлом Ферстером (1874—1970), который жил в Потсдаме с 1911 года. Шпротте жил в Потсдаме до 1945 года. С 1945 года он провёл полгода в Кампене на острове Зильт, где также находились его мастерская и выставочная студия. Манфред Ведемейер: «Два художника на Зюльте», 2007 г., стр. 23. −25 (по состоянию на 24 октября 2011 г.). Его годовой рабочий ритм чередовался переездами с севера на юг между Кампеном, Берлином и Потсдамом, а также Италией, Францией, Португалией и Мадейрой.
Зигвард Шпротте бежал из своего родного города Борнштедт после крупного воздушного налета на Потсдам и его окрестности 14 апреля 1945 года. Его сопровождала его будущая жена Ирис Эккерт. Бракосочетание состоялось в Хузуме 26 мая 1945 года.
21 января 1946 года родилась дочь Сильвия. Пара жила на Зюльте с 1945 года. В 1952 году первая галерея Зигварда Шпротта была построена в Кампене на территории тогдашнего Хогенкампсвега. Поскольку у выставочного зала была стеклянная крыша, его дом стал известен как «Дом со стеклянной крышей». Семья жила в его доме и мастерской. Шпротте выставлял свои картины в доме со стеклянной крышей. По вечерам проходили многочисленные культурные мероприятия с участием известных личностей, таких как Паскуаль Джордан, Ян Гебсер, профессор Отто Хитцбергер, профессор Меншинг и многие другие. Зигвард Шпротте называл эти вечера «студийными беседами». Они стали неотъемлемой частью культурной жизни Кампена. Ирис Шпротте оставила профессию врача, чтобы полностью посвятить себя любви к мужу и продаже работ Зигварда Шпротта. В 1960 году Сигвард Шпротте расстался со своей тогдашней женой.
В 1960 году его жена Космея родила сына Армина, который в настоящее время управляет галереей Falkenstern Fine Art & Atelier Sprotte в Кампене. Вместе с матерью он управляет частью имения Шпротте, ныне уже не принадлежащей фонду (под названием «Фонд Зигварда-Шпротте» для одновременного исследования искусства), но являются правообладателями.
На Зигварда Шпротта большое влияние оказали встречи с важными личностями. К ним относятся: Герман Казак, Ойген Херригель, Джидду Кришнамурти, Дэвид Бом, Х. LC Jaffé (1915—1984), Герберт Рид, Филипп д'Аршо, Уилл Громанн, Пьер Берто, Герман Гессе, Хосе Ортега-и-Гассет, Карл Ясперс, Жан Гебсер, Вольфганг Шадевальдт, Герберт фон Гарвенс, Марино Марини, Ханна Хёх, Хайнц-Вольфганг Кун, Эрих Хеккель , Карл Шмидт-Ротлуф, Эмиль Нольде, Рольф Неш и Ханс Хартунг. В 1956 году состоялась первая встреча с великим оратором и философом Джидду Кришнамурти. В течение 50 лет он организовывал мероприятия «Kampener Atelier Talks».
Шпротте написал множество работ на темы искусства, сознания и современности, является создателем новой парадигмы «глаза в глаза».
Зигвард Шпротте похоронен в Борнстедтер Фридхоф.

## Творчество
Первоначально Шпротте рисовал фигурально, в том числе портреты старых мастеров, рисунки и т. д. Герман Гессе, Жан Гебсер, Хосе Ортега-и-Гассет. Позже он больше посвятил себя пейзажу, вплоть до идеограммы и цветной каллиграфии. Его работы включают акварель, гуаши, рисунки, масло.
Работы Шпротте находятся, например, в Музее современного искусства г. Сан-Франциско; Художественный музей Карнеги, Питтсбург; «Шанхайский художественный музей», Шанхай; Уханьский художественный музей, Китай; Государственный музей Пушкина, Москва; Музей Калуста Гюльбенкяна, Лиссабон; Замок Глинике, Берлин; Музей замка Каппенберг, Зельм; Потсдамский музей; Дом-музей Вильгельма Моргнера, Зост; Цисмарский монастырь — Государственный музей земли Шлезвиг-Гольштейн, Цисмар; Музей Густава Любке, Хамм.

## Цитаты
«Искусство — не временная мера, это жизненная необходимость» (С. Шпротте)
«Там, где шансы уменьшаются, увеличиваются потери» (С. Шпротте)
«Узнавание — это структура образования» (С. Шпротте).
«Поменяться горизонтами — вот что важно!» (С. Шпротте)

## Награды
- В 2003 году Шпротте был удостоен почетного гражданства города Потсдама.[5]
- Шпротте стал почетным гражданином региона Альта-Бадия, Сен-Мартен, Турн, Италия, в 2003 году.
- Почетный член «Международной академии литературы, искусств и наук», Рим
- Почетный член Потсдамской культурной ассоциации
- Почетный член «Ассоциации берлинских художников».

## Выставки
- «Видеть мир в цвете — ретроспектива Зигварда Шпротте — к 100-летию со дня рождения художника», выставка Потсдамского музея и Landesmuseum Schleswig-Holstein истории искусства и культуры (Schloss Gottorf) в приложение Kloster Cismar, кураторы Ютта Гётцманн и Томас Гадеке, Потсдам, 2013 г. — «Kloster Cismar» — это бывший бенедиктинский монастырь в Cismar, община Grömitz в Шлезвиг-Гольштейне, летом он служит филиалом Государственного музея земли Шлезвиг-Гольштейн для проведения художественных выставок.
- Sprotte — Cycles Dialoge / Cycles Dialoges, Museum Schloss Cappenberg, Selm-Cappenberg и Museum Ladin Ciastel de Tor, Сен-Мартен, Италия, 2003 г.
- «Новые поступления и фотографии из инвентаря Зёльринг Форининг», с Альбертом Аэребо, Андреасом Дирксом, Отто Эглау, К. К. Феддерсен, К. П. Хансен, Хьюго Кёке, Франц Корван, Инго Кюль, Вальтер Кунау, Дитер Рёттгер, Элен Варгес, Магнус Вайдеманн например, Sylter Heimatmuseum, сегодня Sylt Museum, Keitum / Sylt 2003.
- Сигвард Шпротте — Цветная каллиграфия, Шанхайский музей современного искусства, Шанхай (1996 г.) и Уханьский художественный музей (2011 г.), Китай и др.
- Государственный музей изобразительных искусств им. А. С. Пушкин, Москва, 1989 г.
- Музей Калуста Гюльбенкяна, Лиссабон, 1988 г.
- Дворец Глинике, Берлин
- Потсдамский музей — форум искусства и истории, Потсдам
- Дом-музей Вильгельма Моргнера, Зост
- Музей Густава Любке, Хамм.